# Dan Gable
Danny Mack „Dan” Gable (ur. 25 października 1948 w Waterloo w stanie Iowa) – amerykański zapaśnik walczący w stylu wolnym. Złoty medalista olimpijski z Monachium 1972 w kategorii 68 kg.
Mistrz świata w 1971.  Triumfator igrzysk panamerykańskich w 1971 roku.
Zawodnik Waterloo West High School w Waterloo i Iowa State University. Trzy razy All American (1968-1970). Pierwszy w NCAA Division I w 1968 i 1969; drugi w 1970. Outstanding Wrestler w 1969 roku. Jego bilans to 181 wygranych walk i tylko jedna przegrana. Jeden z najlepszych trenerów w historii zapasów w USA.
W 2020 otrzymał Prezydencki Medal Wolności.